# Mörtträsket (Edefors socken, Norrbotten, 734318-175046)
Mörtträsket är en sjö i Bodens kommun i Norrbotten och ingår i Luleälvens huvudavrinningsområde. Sjön har en area på 0,802 kvadratkilometer och ligger 146,9 meter över havet. Sjön avvattnas av vattendraget Bodån (Flarkån).

## Delavrinningsområde
Mörtträsket ingår i det delavrinningsområde (734482-174995) som SMHI kallar för Utloppet av Mörtträsket. Medelhöjden är 158 meter över havet och ytan är 5,04 kvadratkilometer. Räknas de 2 avrinningsområdena uppströms in blir den ackumulerade arean 15,87 kvadratkilometer. Bodån (Flarkån) som avvattnar avrinningsområdet har biflödesordning 2, vilket innebär att vattnet flödar genom totalt 2 vattendrag innan det når havet efter 83 kilometer. Avrinningsområdet består mestadels av skog (56 procent) och sankmarker (19 procent). Avrinningsområdet har 0,81 kvadratkilometer vattenytor vilket ger det en sjöprocent på 16 procent.